# Краудшуранс
Краудшуранс (от англ. crowdsurance) — объединение физических лиц в сообщества с целью минимизации финансовых последствий собственных потенциальных рисков.

## Значение
Термин «краудшуранс» является неологизмом, который пришёл в русский язык с запада и стал использоваться в ходе роста и развития  т.н. «совместной экономики» (от sharing economy). Наряду с такими неологизмами, как «краудфандинг» или «краудсорсинг», «краудшуранс» основывается на коллективном взаимодействии людей, объединяющихся в сообщества с общей целью.
Такое коллективное сотрудничество строится на принципах автономных децентрализованных организаций с применением инновационных технологий (например - блокчейн) и регулируется смарт-контрактами. Природа краудшуранса предполагает формирование резервных фондов из добровольных денежных взносов участников сообществ.

## История возникновения
Впервые термин был введен в оборот в 2016 году в ходе реализации совместного проекта телекоммуникационной компании Telia и финского стартапа Fair, в июне 2017 году была подана заявка на регистрацию слова «crowdsurance» в качестве торгового  знака. В России развитием краудшуранс платформы занимается ряд компаний и команд, объединяющих разработчиков платёжных и скоринговых систем для предприятий ритейла, страховой отрасли и банковского сектора.
В марте 2017 года в России появился первый краудшуранс проект Lexi Club — социальный сервис взаимного страхования домашних животных без предварительного чипирования, предъявления паспорта животного и встречи со страховым агентом. Агентов и страховых компаний в бизнес-модели этой системы нет — регистрацию пользователей, прием оплаты и выплату компенсаций осуществляет робот.
Осенью 2018 года стало известно предложение Банка России ввести в России модель p2p-страхования (от человека к человеку), когда возмещение выплачивается из средств взносов участников.

## Отличия от традиционного страхования
Краудшуранс имеет ряд ключевых отличий от классического страхования:
1. Краудшуранс зачастую предполагает наличие технологии  блокчейн в основе решения/бизнес-модели.
2. Трансграничность решения — отсутствие географических ограничений по территории страхования и покрытия рисков.